# 구레 진수부
구레 진수부(일본어: 呉鎮守府)는 히로시마현 구레시에 있던 구 일본 제국 해군의 진수부였다. 일명 ‘구레진’(呉鎮)이라고 불렸다.

## 연혁
1886년 4월 22일 "해군 조례"에서 전국에 다섯 개의 해군구를 지정하고 각 구의 군항에 진수부를 두는 것으로, 5월 4일에 제2해군구(범위, 기이국 미나미무로군 경계, 이와미국 나가토국 경계, 지쿠젠국 무나카타 군과 규슈 동해안 휴가국 오스미국 경계에서 해안 해수면에 이르는 시코쿠의 해면과 내해)를 관장하는 진수부를 구레 항으로 지정했다. 그 후, 용지 매수, 건축 공사가 진행되어 1890년 3월말까지 건축 공사의 대부분이 완성되었다. 구레 진수부의 개청은 1889년 7월 1일자로 고시가 이루어져 개청식은 1890년 4월 21일 메이지 천황이 참석한 가운데 거행되었다. 또한 ‘진수부 관제’에 의해, 진수부 조직으로 참모부, 군의부, 경리부, 조선부, 무기부, 건축부, 군법회의, 감옥서 등을 두었다.

## 연표
- 1886년 5월 4일 구레 항에 진수부를 설치하는 것이 결정된다.
- 1889년 4월 1일 해군 병원 설치.
  - 4월 17일 구레 진수부 해병단 설치.
  - 7월 1일 구레 진수부 개청 고시.
- 1890년 3월 10일 구레 진수부 조선부 오노하마 분공장 설치 (구 오노하마 조선소 흔적).
  - 4월 21일 구레 진수부 개청식.
- 1893년 5월 19일 진수부 조례 개정. 예비함부, 조선부, 측기고, 무기고, 수뢰고, 무기 공장, 병원, 감옥을 설치. 구레 진수부 조선 지부를 오노하마에 설치.
- 1895년 6월 6일 구레 진수부 조선 지부 (오노하마) 폐지.
- 1896년 4월 1일 구레 진수부 해병단을 구레해병단으로 개칭. 구레 수뢰단을 설치하고 수뢰 부설대, 수뢰정대를 둔다. 임시 구레 병기 선반 설치.
- 1897년 5월 25일 임시 구레 병기 제조소 폐지, 구레 해군 무기 제조창 설치.
- 1903년 11월 10일 구레 해군 조선소를 설치하고 무기 제조창은 조병창의 조병부가 된다.
- 1909년 12월 1일 구레 해군 인사부 설치.
- 1920년 8월 1일 구레 해군 조선소 규모 지창 설치.
  - 9월 해군잠수학교 개교.
- 1921년 3월 해군 연료 공장 설치.
- 1923년 4월 1일 군수부 개설. 구레 해군 감옥, 구레 해군 교도소로 개칭.
- 1931년 6월 구레 해군 항공대 설치.
- 1937년 6월 1일 해군 통신대 설치.
- 1945년 10월 15일 구레 해군 조선소 폐지.
  - 11월 30일 구레 진수부 폐지.

## 같이 보기
- 에타지마섬
- 구레항 공습

## 참고

### 자료
- 《히로시마 현사 현대 1 · 통사 Ⅴ》 (일본어). 히로시마 현. 1980.
- 구레 시 편찬실 (1964). 《구레시 역사》 (일본어) 3. 구레 시: 구레 시청.
- 하타 이쿠히코 (2005). 《일본 육해군 종합 사전》 (일본어) 2판. 도쿄 대학 출판회.